# La guerra de los locos
La guerra de los locos és una pel·lícula espanyola de 1986 de gènere dramàtic ambientada en la guerra civil espanyola. Va ser dirigida per Manolo Matji.

## Sinopsi
En els començaments de la guerra civil espanyola, diversos interns d'un hospital psiquiàtric aprofitant la confusió provocada per l'arribada de les tropes nacionals, s'escapoleixen del centre que prèviament ja controlaven aprofitant la fugida del director, que havia delegat les seves responsabilitats en les religioses. En la fugida, els pacients es troben amb un grup d'anarquistes amb qui comparteixen cruents episodis bèl·lics.

## Repartiment
- José Manuel Cervino - Angelito Delicado
- Francisco Algora - Domi
- Álvaro de Luna - Rubio
- Pedro Díez del Corral - Rufino

## Palmarès cinematogràfic
II Premis Goya
| Categoria            | Persona             | Resultat |
| -------------------- | ------------------- | -------- |
| Millor actor         | José Manuel Cervino | Candidat |
| Millor guió original | Manolo Matji        | Candidat |